# Vota la voce 2000
La 27ª ed ultima edizione di Vota la voce è andata in onda su Canale 5 da Piazza Grande di Arezzo il 23 settembre del 2000.
Conduttori furono Marco Columbro e Lorella Cuccarini.
Vincitori dell'edizione furono: Ligabue (miglior cantante maschile), Irene Grandi (miglior cantante femminile), Matia Bazar (miglior gruppo), Gigi D'Alessio e i Lùnapop (ex aequo miglior rivelazione), 883 (premio tournée) e i Lùnapop (miglior album). Claudio Baglioni viene premiato per l'album Viaggiatore sulla coda del tempo

## Cantanti partecipanti
- Claudio Baglioni - Cuore di aliante , Stai su e Strada facendo in versione acustica[2]
- Laura Pausini - Tra te e il mare
- 883 - La regina del celebrità
- Nek - Ci sei tu
- Gigi D'Alessio - Como suena el corazon - Medley - Non dirgli mai, Scusami, Una notte al telefono, Quando la mia vita cambierà
- Irene Grandi - La tua ragazza sempre, Vado al massimo e In vacanza da una vita
- Ligabue - Sulla mia strada e Si viene e si va
- Lùnapop - 50 special e Qualcosa di grande
- Paola & Chiara - Vamos a bailar
- Matia Bazar - Brivido caldo e Non abbassare gli occhi
- Piero Pelù - Pugni chiusi e Toro loco
- Pooh - Vieni fuori e Stai con me